# Mjösjön (Fors socken, Jämtland)
Mjösjön är en sjö i Ragunda kommun i Jämtland och ingår i Indalsälvens huvudavrinningsområde. Sjön har en area på 0,0942 kvadratkilometer och ligger 245,4 meter över havet. Sjön avvattnas av vattendraget Meån.

## Delavrinningsområde
Mjösjön ingår i det delavrinningsområde (698126-153968) som SMHI kallar för Mynnar i Indalsälvens vattendragsyta. Medelhöjden är 279 meter över havet och ytan är 21,53 kvadratkilometer. Det finns inga avrinningsområden uppströms utan avrinningsområdet är högsta punkten. Meån som avvattnar avrinningsområdet har biflödesordning 2, vilket innebär att vattnet flödar genom totalt 2 vattendrag innan det når havet efter 78 kilometer. Avrinningsområdet består mestadels av skog (83 procent). Avrinningsområdet har 0,1 kvadratkilometer vattenytor vilket ger det en sjöprocent på 0,4 procent.